# 幸福という二文字
『幸福という二文字』（しあわせというふたもじ）は、1977年10月1日に発売された、青山孝のオリジナルアルバムである。

## 概要
青山がフォーリーブスの活動時に発表した初のソロアルバムで、ジャニーズ事務所在籍時代最後のオリジナルアルバムである。
全13曲。 青山自身が全て作曲し、その内6曲は作詞も担当した。尚、このアルバムに、更に1979年のシングル『季節の中の魚たち　c/w　青春貴族』を加えたCD盤が、2009年3月17日にソニー・ミュージックダイレクトの「オーダーメイドファクトリー」レーベルより発売された。

## 収録曲
『地球はひとつ』以外は全曲 作曲:青山孝

### A面
1. 僕の誕生日～地球はひとつ[1]
僕の誕生日 - 作詞:中原葉子
地球はひとつ - 作詞:北公次、作曲:都倉俊一
2. プロローグ
作詞：青山孝／作品コード:011-0211-7
3. 男のわがまま
作詞：杉山政美
4. 二本のレール
作詞：杉山政美
5. 幸福(しあわせ)という二文字(ふたもじ)
作詞：杉山政美
6. もう一度…
作詞：杉山政美
7. エピローグ
作詞：青山孝

### B面
1. シーサイドホテル
作詞：青山孝
2. ともしび
作詞：青山孝
3. 名無草
作詞：青山孝
4. たそがれにサヨナラ
作詞：青山孝
5. この朝に
作詞：麻生香太郎
6. そして夕凪
作詞：麻生香太郎

### 幸福という二文字+2
1. 僕の誕生日～地球はひとつ
2. プロローグ
3. 男のわがまま
4. 二本のレール
5. 幸福(しあわせ)という二文字(ふたもじ)
6. もう一度…
7. エピローグ
8. シーサイドホテル
9. ともしび
10. 名無草
11. たそがれにサヨナラ
12. この朝に
13. そして夕凪
14. 季節の中の魚たち[2]
作詞：阿久悠
15. 青春貴族[3]
作詞：阿久悠